# 송영규
송영규(한국 한자: 宋永奎, 1970년 4월 18일 ~ 2025년 8월 4일)는 대한민국의 배우였다. 1994년 뮤지컬 배우로 데뷔하였다.

## 학력
- 한영고등학교 졸업
- 서울예술대학 연극과 전문학사

## 경력
- 2016.10. 가족문화축제 홍보대사
- 2017.02. 한국 입양홍보회 홍보대사
- 세명대학교 인문예술대학 연기예술학과 특임교수

## 작품 목록

### 영화
- 2002년 《턴 잇 업》 ... 대통령 역
- 2004년 《어디선가 누군가에 무슨 일이 생기면 틀림없이 나타난다 홍반장》 ... 동료 의사 2 역
- 2005년 《공공의 적 2》 ... 파티 남 역
- 2006년 《도마뱀》 ... 영호 역
- 2009년 《굿모닝 프레지던트》 ... 지욱 의사 역
- 2012년 《부러진 화살》 ... 변호사 역
- 2013년 《소원》 ... 정신과의사 역
- 2014년 《청춘학당: 풍기문란 보쌈 야사》 ... 목원부 역
- 2014년 《끝까지 간다》 ... 감찰팀장 역
- 2015년 《란제리 살인사건》 ... 최 비서 역
- 2016년 《하프》 ... 왕언니 역
- 2016년 《섬. 사라진 사람들》 ... 토론진행자 역
- 2016년 《트릭》 ... 한 사장 (광철) 역
- 2016년 《판도라》 ... 계측제어 팀장 역
- 2017년 《브이아이피》 ... 변호사 역
- 2019년 천만영화 《극한직업》 ... 최반장 역
- 2020년 《프랑스여자》 ... 전홍규 역
- 2020년 《야구소녀》 ... 주귀남 역
- 2021년 《수색자》 ... 백영철 중령 역
- 2021년 《강릉》 ... 신 사장 역
- 2022년 《3.5교시》 ... 한제문 역
- 2022년 《공기살인》 ... 정경한 역
- 2023년 《셔틀,최강의셔틀》 ... 경모 역
- 2023년 《어디로 가고 싶으신가요》 ... 해수 부(박진헌) 역
- 2024년 《행복의 나라》 ... 최용남 역
- 2024년 《필사의 추격》 ... 형사과장 역

### 드라마
- 2007년 MBC 수목드라마 《메리대구 공방전》... 출판사 사장 역
- 2007년 MBC 드라마넷 토일드라마 《별순검 시즌 1》 ... 송시운 역 (시즌1 6회에 피해자로 등장.)
- 2008년 SBS 금요 프리미엄 드라마 《신의 저울》 ... 문학범 역
- 2008년 ~ 2009년 MBC 일일연속극 《사랑해, 울지마》 ... 이 팀장 역
- 2010년 SBS 대하드라마 《제중원》 ... 고장근 역
- 2010년 MBC 수목드라마 《즐거운 나의 집》 ... 허영민 역
- 2011년 SBS 월화드라마 《내게 거짓말을 해봐》 ... 현명진의 비서 역
- 2012년 MBN 미니시리즈 《수상한 가족》
- 2012년 SBS 월화드라마 《추적자 THE CHASER》 ... 박민찬 검사 역
- 2012년 MBC 월화드라마 《골든타임》 ... 이원표 역
- 2012년 KBS2 단막극 《KBS 드라마 스페셜 - 내가 가장 예뻤을 때》 ... 김의수 역
- 2012년 KBS2 월화드라마 《울랄라 부부》 ... 강진구 지배인 역
- 2013년 OCN 미니시리즈 《더 바이러스》 ... 윤일중 역
- 2013년 MBC 월화드라마 《구가의 서》 ... 필목 / 재령 역
- 2013년 MBC QueeN 오리지널드라마 《네일샵 파리스》
- 2014년 KBS2 월화드라마 《태양은 가득히》 ... 강학수 역
- 2014년 OCN 일요드라마 《귀신 보는 형사 처용》 ... 원영훈 역
- 2014년 JTBC 주말연속극 《12년만의 재회: 달래 된, 장국》 ... 허세민의 동업자 역
- 2014년 SBS 드라마 스페셜 《너희들은 포위됐다》 ... 조형철 역
- 2014년 tvN 월화드라마 《고교처세왕》 ... 남상구 역
- 2014년 MBC 단막극 《드라마 페스티벌 - 터닝포인트》 ... 차형석 역
- 2014년 TV조선 토요드라마 《최고의 결혼》 ... 최일중 역
- 2014년 KBS2 단막극 《KBS 드라마 스페셜 - 내가 술을 마시는 이유》
- 2014년 tvN 금토드라마 《미생》 ... 기획실장 역
- 2014년 KBS2 특별기획드라마 《왕의 얼굴》 ... 누르하치 역
- 2015년 KBS2 미니시리즈 《착하지 않은 여자들》 ... 이문수 역
- 2015년 KBS2 미니시리즈 《복면검사》 ... 마상호 역
- 2015년 SBS 주말특별기획 《이혼변호사는 연애중》 ... 마동구 역 (특별출연)
- 2015년 KBS2 TV소설 《별이 되어 빛나리》 ... 조재균 역
- 2015년 ~ 2016년 SBS 드라마 스페셜 《리멤버 - 아들의 전쟁》 ... 탁영진 역
- 2015년 tvN 금토드라마 《응답하라 1988》 ... 최무성(택이 아빠) 친구이자 김선영 친오빠(선우 큰외삼촌) 김태용 역
- 2015년 SBS 특집드라마 《너를 노린다》
- 2016년 KBS2 일일연속극 《천상의 약속》 ... 허풍달 역
- 2016년 OCN 금토드라마 《38사기동대》 ... 김민식 역
- 2016년 SBS 드라마 스페셜 《원티드》
- 2016년 MBC 월화드라마  《불야성》 ... 남종규 역
- 2016년 KBS2 월화드라마 《화랑》 ... 휘경공 역
- 2017년 OCN 주말드라마 《보이스》 ... 박은철 역
- 2017년 tvN 월화드라마 《써클: 이어진 두 세계》 ... 한용우 역
- 2017년 JTBC 금토드라마 《품위있는 그녀》 ... 장성수 역
- 2017년 SBS 월화드라마 《사랑의 온도》 ... 민이복 역
- 2017년 tvN 토일드라마 《변혁의 사랑》 ... 민상호 역
- 2018년 MBC 월화드라마 《검법남녀》 ... 마도남 역
- 2018년 MBC 수목드라마 《이리와 안아줘》... 경찰대학교 교수 역 (특별출연)
- 2018년 SBS 주말특별기획 《미스 마 - 복수의 여신》 ... 장철민 역
- 2019년 MBC 월화드라마 《검법남녀 2》 ... 마도남 역
- 2019년 KBS2 월화드라마 《너의 노래를 들려줘》 ... 강명석 역
- 2019년 ~ 2020년 SBS 금토드라마 《스토브리그》 ... 오사훈 역
- 2020년 OCN 주말드라마 《본 대로 말하라》 ... 나준석 역
- 2020년 SBS 금토드라마 《하이에나》 ... 마석구 역
- 2020년 tvN 수목드라마 《구미호뎐》 ... 남종수 역 - 지아의 아버지
- 2021년 JTBC 금토드라마 《언더커버》 ... 곽문흠 역
- 2021년 SBS 금요드라마 《펜트하우스 3》 ... 교육부 장관 역 (특별출연)
- 2021년 ~ 2022년 SBS 일요드라마《너의 밤이 되어줄게》 ... 윤태인의 아버지 역 (특별출연)
- 2022년 OCN 일요드라마《우월한 하루 》 ... 장윤태 역
- 2022년 MBC 일일드라마 《마녀의 게임》 ... 유민성 역
- 2022년 ~ 2023년 디즈니+ 《카지노》 ... 최칠구 역
- 2023년 JTBC 토일드라마 《대행사》 ... 황석우 역
- 2023년 JTBC 수목드라마 《이 연애는 불가항력》 ... 윤학영 역
- 2024년 SBS 금토드라마 《7인의 부활》 ... 서울시장 역
- 2024년 ~ 2025년 JTBC 토일드라마 《옥씨부인전》 … 옥필승 역
- 2025년 SBS 금토드라마 《나의 완벽한 비서》 ... 송 부장 역
- 2025년 SBS 금토드라마 《귀궁》 ... 최길상 역
- 2025년 MBC 금토드라마 《노무사 노무진》 ... 신부 역
- 2025년 ENA 월화드라마 《아이쇼핑》 ... 윤세훈 역(유작)
- 2025년 SBS 금토드라마 《트라이 : 우리는 기적이 된다》 … 김민중 역(유작)

### 예능
- 2019년 tvN 《인생술집》
- 2020년 tvN 《신박한 정리》
- 2022년 tvN 《안티에이짐》
- 2022년 SBS 《꼬리에 꼬리를 무는 그날 이야기》
- 2023년 MBC 《황금어장 라디오스타》

### 뮤지컬
- 《어린이 뮤지컬 - 머털도사》(1994년)
- 《한》 (1997년)
- 《빅토르 최》 (1997년)
- 《레미제라블》 (1998년)
- 《안중근》 (1999년)
- 《한 여름밤의 꿈》 (1999년)
- 《포기와 베스》 (2000년)
- 《토미》 (2001년)
- 《신라의 달밤》 (2001년)
- 《카르멘시타》 (2001년)
- 《어린왕자》 (2001년)
- 《오델로와 이아고》 (2002년)
- 《엉클반야》 (2002년)
- 《리 투아니아》 (2002년)
- 《심청》 (2002년)
- 《아씨》 (2003년)
- 《어린왕자》 (2003년)
- 《지킬 앤 하이드》 (2004년)
- 《사랑은 비를 타고》 (2006년)

### 연극
- 2000년 《사무엘 베케트의 플레이》
- 2013년 《갈매기》 - 뜨리고 역
- 2023년 《셰익스피어 인 러브》 - 페니맨 역 (2023.1.28 ~ 2023.3.26 서울 예술의전당 CJ 토월극장)
- 2025년 《셰익스피어 인 러브》 - 페니맨 역 (2025.7.4 ~ 2025.9.14 서울 예술의전당 CJ 토월극장, 7월 25일 중도하차)

## 사망
2025년 6월 음주운전 혐의로 인해 경찰의 조사를 받았으며 이로 인해 배우 경력을 중단했다. 그 후 같은 해 8월 4일 경기도 용인시 처인구의 주택단지 내에 주차된 차량 안에서 숨진 채로 발견되었다.

## 수상
- 1988년 동광청소년연극제 연기상
- 1988년 대한민국청소년연극제 우수연기상

## 가족 관계
- 배우자: 고민정
  - 장녀: 송서희
  - 차녀: 송서우 (2003년 ~ )